# Некрасово (Саратовская область)
Некрасово (нем. Norka) — село в Красноармейском районе Саратовской области, в составе Сплавнухинского муниципального образования. Основано немецкими переселенцами в 1767 году. Население — 885 чел. (2013).

## Название
Названо по реке Норка. Также было известно как Старая Норка и под немецким названием Вейганд.

## История

### Первые века
Основано немецкими переселенцами 15 августа 1767 года. Основатели — 212 семей, прибывшие из Изенбурга и Пфальца. До 1917 года — немецкая колония сначала Норкского колонистского округа, а после 1871 года Норкской волости (позже вошло в состав Сплавнушинской волости) Камышинского уезда Саратовской губернии; волостное село Норкской волости.
Село относилось к евангелическому приходу Норка, образованному в 1768 году в числе первых 11 протестантских приходов.

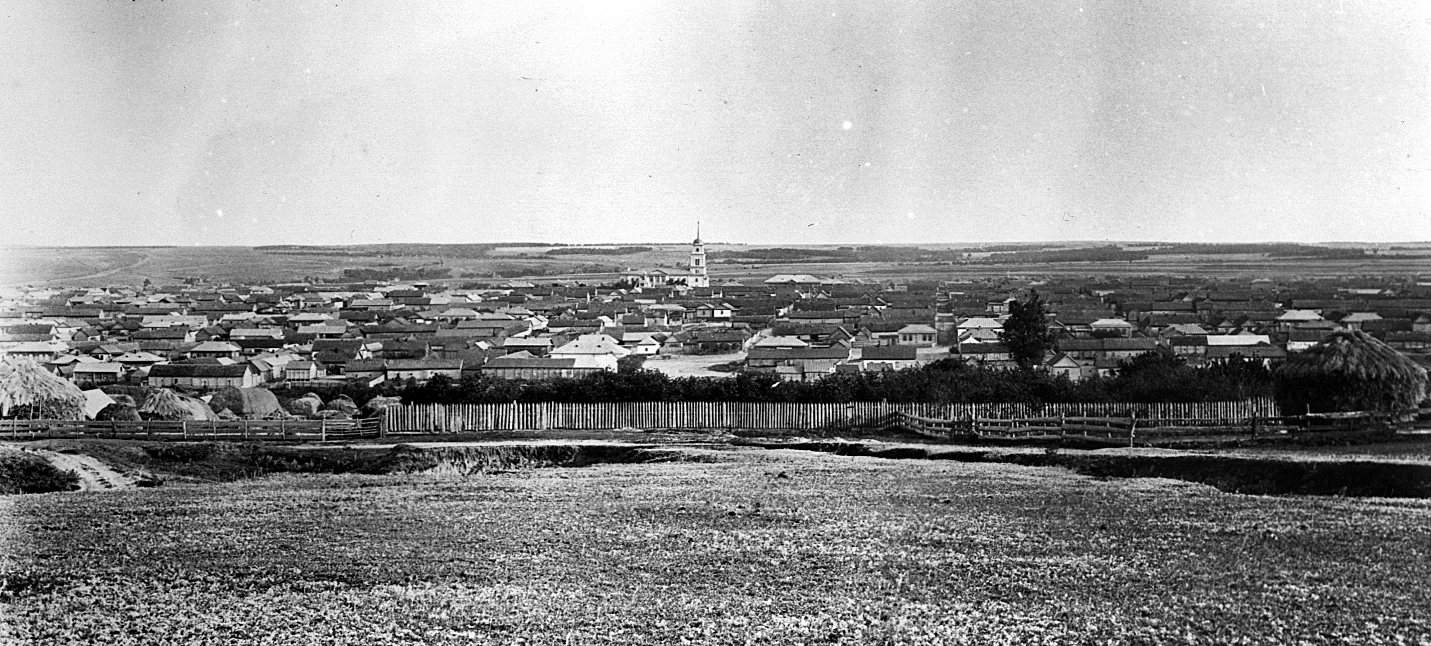
Панорама немецкой колонии Норка

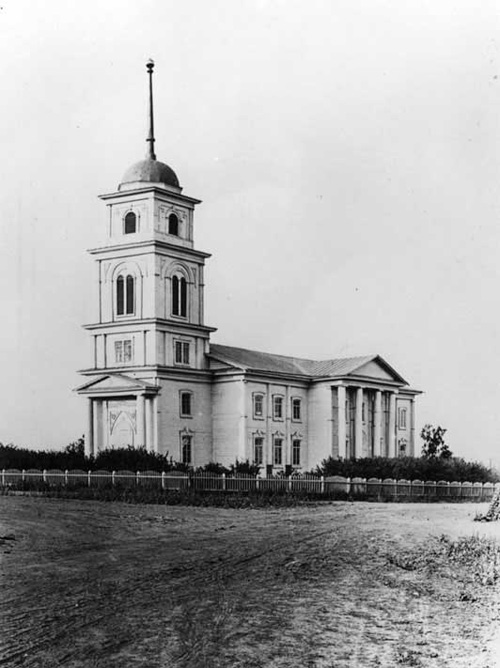
Реформатская кирха в колонии Норка

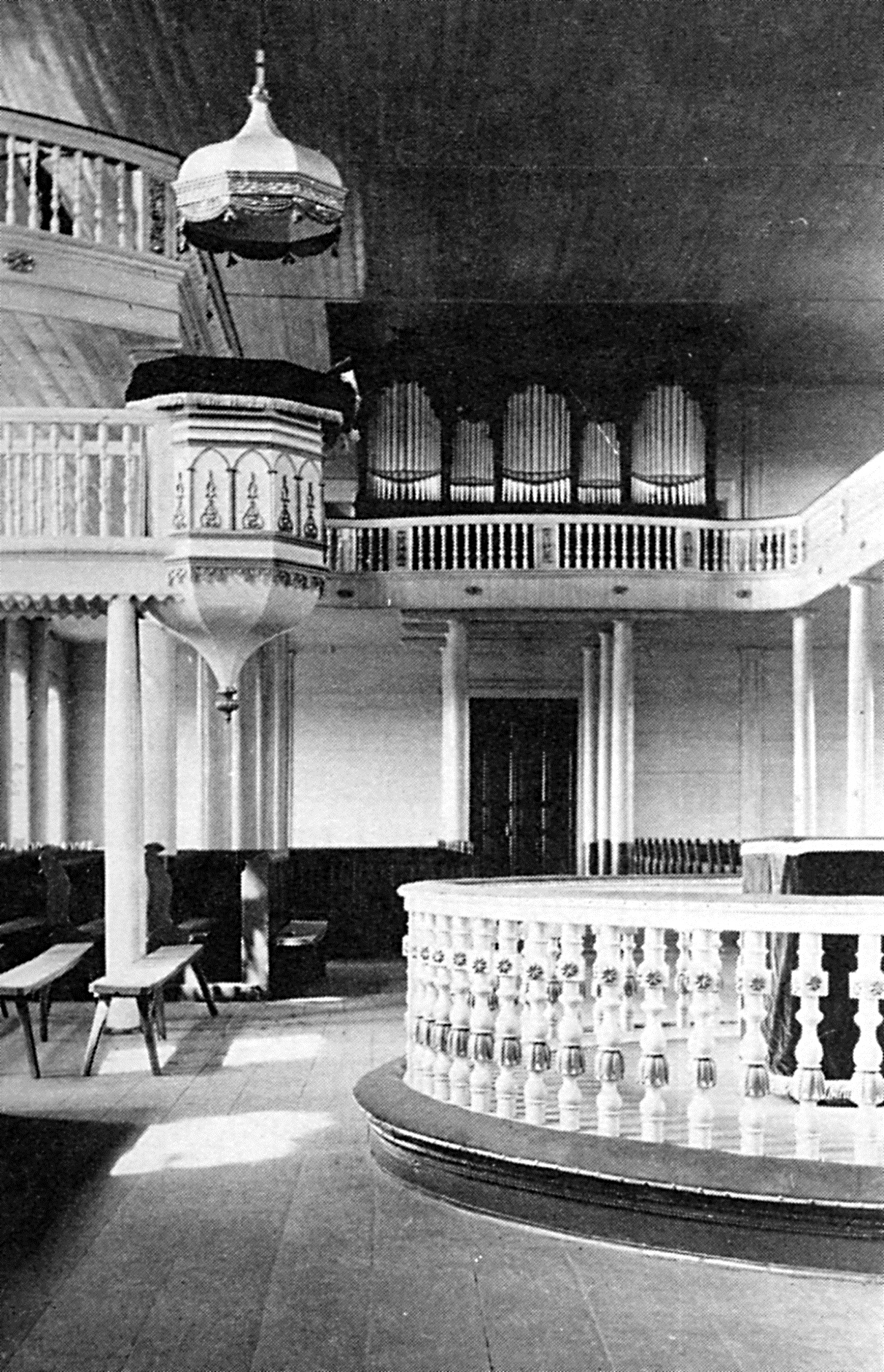
Интерьер кирхи в Норке. Фотография 1912 года. На балконе виден орган, привезённый из города Барби в Германии (земля Саксония-Анхальт)

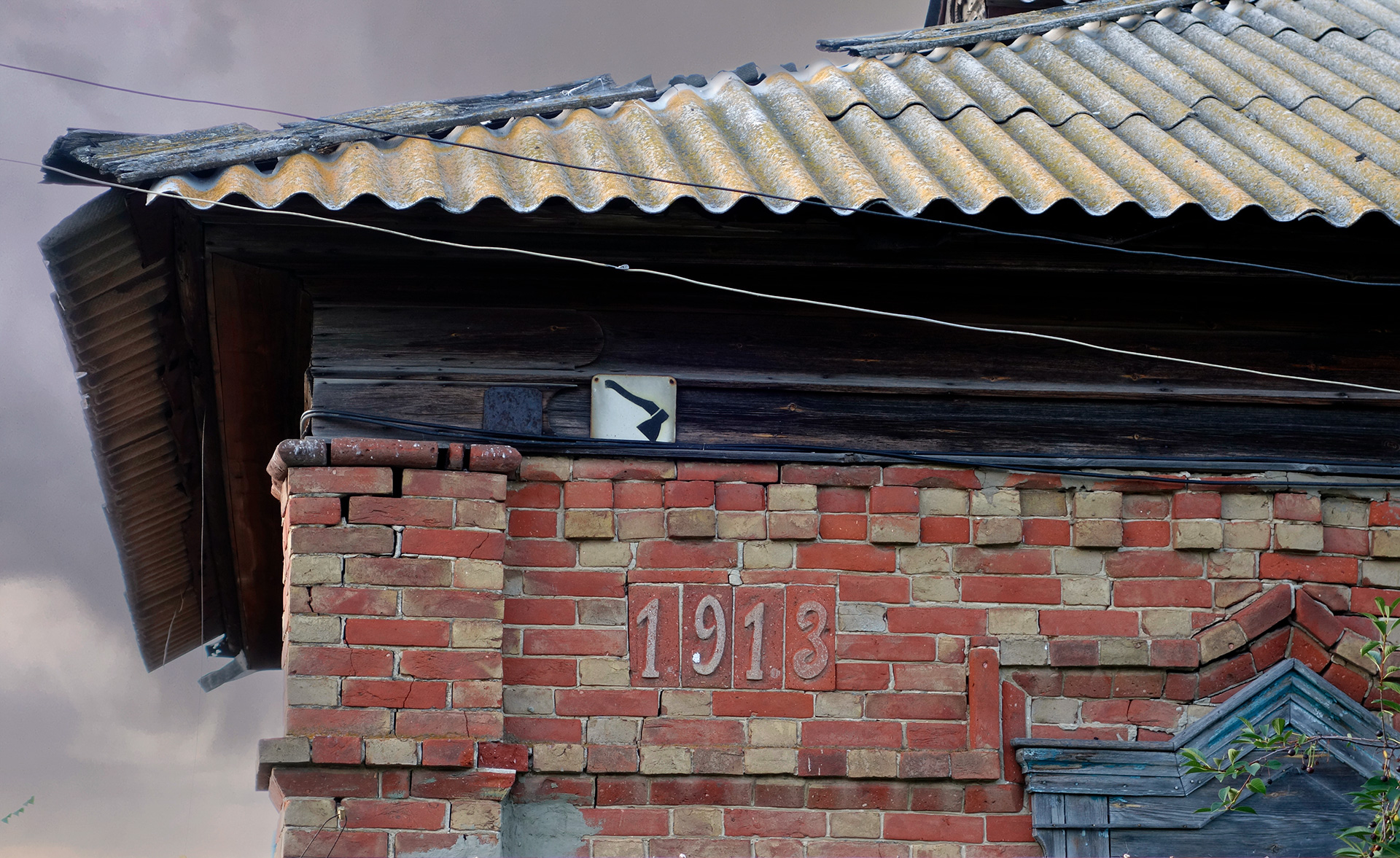
Фрагмент дореволюционной постройки в колонии Норка

В период рассвета по данным Статистического комитета Саратовской губернии (1891) в селе Норка: 
насчитывалось 727 домашних хозяйств, 5202 мужчины, 4998 женщин, всего: 10 200 человек обоих полов. Норка находится на холме, на реке Норка, в непосредственной близости от источников с отличной водой. Церковь, которую они имеют сейчас, является новой, деревянной с металлической крышей, освященной в 1881 году. Здание администрации было открыто в 1864 году, фельдшерский пункт — в 1834 году; церковная школа — с момента основания колонии, русская школа — в 1868 году, земская ямская станция имеет 3 лошади. В 1894 году насчитывалось 713 зданий, в том числе: здание волостного совета, здание администрации деревни, пастораль, 3 школы. 27 зданий были кирпичными, 319 — деревянными, 382 — из камня; 29 имели металлические крыши, 642 — соломенные крыши. В 1894 году насчитывалось 5302 мужчины и 5216 женщин, всего: 10 518 человек обоих полов. Главным образом это фермеры, кроме того, 10 кузнецов, 7 столяров, 12 колесников, 10 сапожных мастерских, 6 портных, 4 печника, 2 переплетчика и 250 человек, занятых в сарпинке. Земля делится следующим образом: 259,8 десятин занимают подворья, 12 463,3 десятины — пахотная земля, 829,9 десятин — кустарник, 737 десятин — лес, 517,1 десятин — луг, 2367,2 десятины — пастбище и 4294,1 десятины — неудобная земля, всего: 21 468 десятин. Часть жителей — баптисты. C 1810 года действовала ткацкая фабрика. В 1834 году открылся фельдшерский пункт, в 1868 году — частная школа. В селе имелись ветряные мельницы, маслобойни, кожевенные заводы, столярные, сапожные, портняжные мастерские, кузницы, земская ямская станция.

### С XX века
Село пережило голод в Поволжье. Так, в 1921 году родились 307 человек, а умерло — 437.
В советский период — в составе Карамышского района Голо-Карамышского уезда Трудовой коммуны (Области) немцев Поволжья, а с 1922 года — Голо-Карамышского (с 1927 года Бальцерского) кантона АССР НП. Административный центр Норкского сельского совета. В 1930-х действовали МТС, 4 колхоза, больница, средняя школа, детдом, детский ясли, библиотека.

28 августа 1941 года был издан Указ Президиума ВС СССР о переселении немцев, проживающих в районах Поволжья. Немецкое население депортировано в Сибирь и Казахстан, село включено в состав Саратовской области.

## Физико-географическая характеристика
Село находится в лесостепи, в пределах Приволжской возвышенности, являющейся частью Восточно-Европейской равнины, в верховьях реки Норка. Высота центра населённого пункта — 211 метров над уровнем моря. В окрестностях распространены чернозёмы.
По автомобильным дорогам расстояние до областного центра города Саратова составляет 110 км, до районного центра города Красноармейск — 38 км. Административный центр сельского поселения село Сплавнуха расположено в 14 км к югу от Некрасова.
Климат
Климат умеренный континентальный (согласно классификации климатов Кёппена — влажный континентальный климат (Dfb) с тёплым летом и холодной и продолжительной зимой). Многолетняя норма осадков — 434 мм. Наибольшее количество осадков выпадает в июне — 49 мм, наименьшее в марте — 22 мм. Среднегодовая температура положительная и составляет + 5,5 С, средняя температура самого холодного месяца января −11,0 С, самого жаркого месяца июля +21,2 С.

## Население
| 1767  | 1773  | 1788  | 1798    | 1816    | 1834  | 1850  |
| ----- | ----- | ----- | ------- | ------- | ----- | ----- |
| 753   | ↗957  | ↗1358 | ↗1660   | ↗2509   | ↗4113 | ↗5951 |
| 1859  | 1886  | 1897  | 1906    | 1911    | 1920  | 1922  |
| ↗6354 | ↗7641 | ↘6843 | ↗13 500 | ↗14 174 | ↘7325 | ↘7292 |
| 1923  | 1926  | 1931  | 1939    | 2002    | 2010  | 2012  |
| ↘6913 | ↗7466 | ↗7707 | ↘5626   | ↘1015   | ↘964  | ↘930  |
| 2013  |       |       |         |         |       |       |
| ↘885  |       |       |         |         |       |       |